# Guiguiéma
Guiguiéma, également appelé Guiguima, est une commune rurale située dans le département de Kourouma de la province de Kénédougou dans la région des Hauts-Bassins au Burkina Faso.

## Géographie
Guiguiéma à 8 km au sud de Kourouma.

## Santé et éducation
Le centre de soins le plus proche de Guiguiéma est le centre de santé et de promotion sociale (CSPS) de Kourouma.